# Rumex bithynicus
Rumex bithynicus är en slideväxtart som beskrevs av Karl Heinz Rechinger. Rumex bithynicus ingår i släktet skräppor, och familjen slideväxter. Inga underarter finns listade i Catalogue of Life.